# Cronologia da Primeira República Brasileira
Esta é uma cronologia da República Velha. De acordo com o sítio da Câmara dos Deputados, o período correspondente vai de 15 de novembro de 1889 a 16 de julho de 1934.

## 1889
- 15 de novembro: A República dos Estados Unidos do Brasil é proclamada no Rio de Janeiro, capital do Império do Brasil. O marechal Manoel Deodoro da Fonseca torna-se o primeiro Presidente da República. A bandeira provisória da República, inspirada na bandeira dos Estados Unidos, é usada por apenas quatro dias.
- 17 de novembro: A família real brasileira parte para o exílio em Paris.
- 18 de novembro: A dissolução dos partidos monárquicos é anunciada.
- 19 de novembro: A atual Bandeira Nacional é adotada pelo Decreto N° 4.
- 20 de novembro: A Argentina e o Uruguai são os primeiros países a reconhecer a República Brasileira.
- 26 de novembro: Decreto da naturalização de estrangeiros.[1]
- 23 de dezembro: O jornal monarquista Tribuna Liberal é fechado. A primeira lei de imprensa republicana é criada pelo decreto 85-A.[2]

## 1890
- 20 de janeiro: O Hino Nacional do Brasil, composto por Francisco Manuel da Silva, é adotado.
- 25 de janeiro: Quintino Bocaiuva, ministro das Relações Exteriores do Governo Provisório, assina o Tratado de Montevidéu entre o Brasil e a Argentina.
- 24 de janeiro: A prisão civil torna-se obrigatória.
- 29 de janeiro: Os Estados Unidos, México e o Equador reconhecem a República Brasileira.
- 21 de abril: A data da morte de Tiradentes torna-se o feriado nacional do país pela primeira vez.
- 23 de agosto: A Bolsa de Valores de São Paulo (Bovespa), uma das mais importantes bolsas de valores da América Latina, é fundada por Emílio Rangel Pestana.
- 15 de setembro: São realizadas as eleições para o Congresso Constituinte, a primeira republicana. São consideradas fraudulentas e manipuladas pelos militares alinhados com Deodoro da Fonseca.
- 11 de outubro: A pena de morte é extinta no país.
- 11 de outubro: É criado o Supremo Tribunal Federal.
- 13 de outubro: O Jogo do Bicho é criado pelo diretor do Zoológico do Rio de Janeiro, João Batista Viana Drummond, o Barão de Drummond.
- 7 de novembro: O Tribunal de Contas da União é criado.
- 15 de novembro: O Congresso Nacional Constituinte é instalado.

## 1891
- 21de janeiro: Os ministros de Deodoro da Fonseca renunciam ao cargo por causa do escândalo da construção do porto de Torres, no Rio Grande do Sul, com favorecimento de um amigo do presidente.
- 24 de fevereiro: A primeira Constituição republicana do país é promulgada pela Constituinte.
- 25 de fevereiro: É realizada a eleição presidencial indireta. Deodoro da Fonseca é eleito presidente da República pelo Congresso Constituinte, com 129 votos contra Prudente de Morais com 97 votos.[3] Floriano Peixoto é eleito vice-presidente da República com 153 votos contra 57 votos de Eduardo Wandenkolk pelo Congresso Nacional Constituinte, no Palácio da Quinta da Boa Vista, no Rio de Janeiro.[4]
- 26 de fevereiro: Floriano Peixoto torna-se o primeiro vice-presidente da República.[4]
- 9 de abril: O Jornal do Brasil é fundado por Rodolfo Dantas.
- 3 de novembro: Deodoro da Fonseca suspende a Constituição, dissolve o Congresso Nacional e declara o estado de emergência.[3]
- 22 de novembro: Trabalhadores ferroviários iniciam uma greve contra o primeiro presidente da República, Deodoro da Fonseca.
- 23 de novembro: Marechal Deodoro da Fonseca renuncia à Presidência da República durante a Revolta da Armada e seu vice Floriano Peixoto torna-se o segundo Presidente da República.
- 25 de novembro: O primeiro carro importado chega ao país, em Santos.
- 5 de dezembro: Morre Dom Pedro II, de pneumonia, no exílio, em Paris, França.
- 9 de dezembro: Na França, cerca de 300 000 pessoas assistiram a passagem pelas ruas de Paris a procissão para Igreja de la Madeleine do funeral de Pedro II do Brasil. Uma formação militar francesa, composta por 80 000 homens prestou honras ao Imperador.

## 1892
- 31 de março: Um documento chamado Manifesto dos 13 generais é assinado por treze autoridades militares.
- 6 de abril: O Manifesto dos 13 generais é publicado.
- 27 de abril: A Diocese do Rio de Janeiro é elevada à categoria de arquidiocese, pelo Papa Leão XIII.
- 11 de maio: A Faculdade de Direito da Universidade Federal de Minas Gerais é fundada.
- 25 de junho: O Museu Nacional da Universidade Federal do Rio de Janeiro é instalado na Quinta da Boa Vista, no Rio de Janeiro.
- 1 de agosto: Operários realizam o primeiro Congresso Socialista Brasileiro no Rio de Janeiro.[5]
- 8 de outubro: É inaugurado o Serviço de Bondes Elétricos, o primeiro serviço de bonde elétrico da América do Sul, na cidade do Rio de Janeiro.
- 6 de novembro: O Viaduto do Chá é inaugurado na cidade de São Paulo.

## 1893
- 2 de fevereiro: Inicia a Revolução Federalista.
- 17 de julho: O navio mercante Rio Negro, da Companhia Nacional de Navegação a Vapor, é naufragado na Ilha da Queimada Grande.[6]
- 24 de agosto: Fundada a Escola Politécnica da USP em São Paulo.[7]
- 6 de setembro: Inicia a Revolta da Armada com o encouraçado Aquidabã contra o presidente da República, Floriano Peixoto, na baía de Guanabara, Rio de Janeiro.[8]
- 25 de outubro: O Partido Republicano Federal é criado.
- 17 de dezembro: Inicia a construção da cidade de Belo Horizonte, capital de Minas Gerais.

## 1894
- 1 de março: É realizada a primeira eleição presidencial direta da história do país. Prudente de Morais é eleito presidente da República com 290 883 votos contra 38 291 votos de Afonso Pena. Iniciam as obras da Cidade de Minas (atual Belo Horizonte).
- 13 de março: O Brasil rompe relações diplomáticas com Portugal.
- 9 de novembro: Os imigrantes italianos chegam a Juiz de Fora, Minas Gerais.
- 15 de novembro: Posse de Prudente de Morais, tornando-se o terceiro Presidente da República.

## 1895
- 5 de fevereiro: Termina a Questão de Palmas.
- 13 de março: A revolta na Escola Militar acontece no Rio de Janeiro.
- 16 de março: O Brasil reata as relações diplomáticas com Portugal.
- 14 de abril: O primeiro jogo de futebol do país é realizado entre funcionários de empresas inglesas e promovido por Charles Miller, na Várzea do Carmo, em São Paulo.[9]
- 1 de maio: O Dia Internacional dos Trabalhadores é comemorado pela primeira vez no país, em Santos, São Paulo.
- 23 de agosto: A paz entre os republicanos e os federalistas é assinada em Pelotas, Rio Grande do Sul, terminado a Revolução Federalista.
- 1 de outubro: Fundado o jornal Correio do Povo no Rio Grande do Sul.
- 5 de novembro: O Tratado de Amizade, Comércio e Navegação entre o Japão e o Brasil é assinado em Paris, França, estabelecendo as relações diplomáticas entre os dois países.

## 1896
- 15 de maio: A República do Manhuaçu é proclamada dentro do território do estado de Minas Gerais, durou vinte e dois dias.
- 8 de julho: A primeira sessão de cinema do país acontece na Rua do Ouvidor, no Rio de Janeiro.[10][11]
- 24 de outubro: É criado o Estado-Maior do Exército pela lei n° 403, sancionada pelo presidente da República, Prudente de Morais.
- 7 de novembro: Início da Guerra de Canudos.
- 16 de dezembro: A Paróquia Nossa Senhora do Rosário é fundada em Rio Claro do Sul, Paraná.[12]
- 31 de dezembro: O Teatro Amazonas é inaugurado pelo governador Fileto Pires Ferreira em Manaus.

## 1897
- 1 de janeiro: O telégrafo submarino entre Rio de Janeiro e Pernambuco é inaugurado.
- 24 de fevereiro: No Rio de Janeiro, o Palácio do Catete, o palácio presidencial, é inaugurado.
- 1 de maio: O Partido Socialista é fundado no Rio Grande do Sul.
- 20 de junho: A Academia Brasileira de Letras, presidida por Machado de Assis, é fundada na cidade do Rio de Janeiro.
- 5 de outubro: Fim da Guerra de Canudos.
- 5 de novembro: Tentativa do assassinato do presidente Prudente de Morais.[8]
- 12 de dezembro: Belo Horizonte, capital do atual estado de Minas Gerais, é fundada.

## 1898
- 1 de março: É realizada a eleição presidencial direta. Manuel Ferraz de Campos Sales é eleito presidente da República com 420 286 votos contra 39 929 votos de Lauro Sodré.[13]
- 29 de abril: O Brasil é considerado neutro na Guerra Hispano-Americana.[14]
- 19 de junho: Afonso Segreto faz a primeira filmagem do cinema brasileiro, registrando a Baía da Guanabara.
- 4 de julho: Santos Dumont voa em Paris a bordo do seu primeiro balão o Brésil.[15]
- 5 de agosto: Campos Sales visita Lisboa, a cidade portuguesa.[16]
- 6 de outubro: O Tratado de Limites entre Brasil e Argentina é assinado.
- 15 de novembro: Campos Sales torna-se o quarto Presidente da República.

## 1899
- 14 de julho: A primeira República do Acre, também conhecida como Estado Independente do Acre (nome oficial), é proclamada pelo espanhol Luis Gálvez Rodríguez de Arias com o apoio do governo do estado do Amazonas.
- 26 de agosto: Campo Grande, capital do estado de Mato Grosso do Sul, é fundada.
- 28 de dezembro: Luis Gálvez Rodriguez de Arias é deposto pelo seringalista Antônio de Sousa Braga.

## 1900
- 15 de março: O Governo federal envia a força da Marinha do Brasil para o Acre.
- 25 de abril: O território do Acre é reincorporado à Bolívia.[17]
- 7 de maio: Inicia a funcionar a primeira linha de bondes elétricos em São Paulo.
- 26 de maio: Entra em vigor o Tratado de Limites entre o Brasil e a Argentina.
- 15 de agosto: A primeira entrada oficial de imigrantes chineses chegam ao país.
- 17 de outubro: Inicia a viagem do presidente Campos Sales à Argentina.
- 8 de novembro: Termina a viagem do presidente Campos Sales à Argentina.
- 1 de dezembro: A Comissão de Arbitragem em Genebra, na Suíça, concede a posse do território do Amapá disputado ao Brasil, incorporado ao estado do Pará com o nome de Araguari.
- 24 de dezembro: Os brasileiros são derrotados pelos militares bolivianos, que dissolvem a República do Acre.
- 29 de dezembro: O exército da Bolívia ocupa o Acre, a república extinta.
- 31 de dezembro: O recenseamento revela que a população do país tem 17 318 556 habitantes.[18]

## 1901
- 23 de fevereiro: Sob o nome de Instituto Serumtherapico, o Instituto Butantan é inaugurado em São Paulo.
- 15 de junho: O jornal carioca Correio da Manhã é inaugurado.
- 1 de julho: A Cidade de Minas passa a se chamar Belo Horizonte.
- 27 de agosto: Epidemia de sarampo acontece na cidade de São Paulo.
- 19 de outubro: Santos Dumont, pilotando o balão de ar quente, voa em torno da Torre Eiffel, em Paris, percorrendo 11 km.

## 1902
- 1 de março: É realizada a terceira eleição presidencial direta. Rodrigues Alves é eleito presidente da República com 529 039 votos.[19]
- 3 de maio a 26 de outubro: O Campeonato Paulista é realizado no Estado de São Paulo e torna-se o primeiro torneio de futebol organizado no país.
- 28 de maio: O Partido Socialista Brasileiro é fundado em São Paulo.
- 6 de agosto: Inicia a Revolução Acriana.
- 15 de novembro: Rodrigues Alves torna-se o quinto Presidente da República.
- 2 de dezembro: Publicado o Os Sertões, de Euclides da Cunha, sobre a Guerra de Canudos.

## 1903
- 24 de janeiro: Rebeldes de José Plácido de Castro tomam Puerto Alonso da Bolívia no Acre. É proclamada a terceira República do Acre por Plácido de Castro durante a Revolução Acriana.
- 25 de janeiro: Os bolivianos rendem-se à José Plácido de Castro em Puerto Acre.
- 13 de maio: O Acre é ocupado pelo Brasil. Termina a Revolução Acreana.
- 13 de julho: A greve geral ocorre no Rio de Janeiro motivada pela insatisfação dos trabalhadores com as péssimas condições de trabalho, salários baixos e falta de direitos trabalhistas.
- 31 de julho: A Igreja Presbiteriana Independente do Brasil é fundada.
- 29 de agosto: Francisco Leite de Bittencourt Sampaio licencia o primeiro automóvel brasileiro no Rio de Janeiro.
- 17 de novembro: O Tratado de Petrópolis entre o Brasil e a Bolívia é assinado, terminado o conflito no Acre. A Bolívia perde 190 000 km² para o Brasil.

## 1904
- 25 de fevereiro: O território do Acre é incorporado ao Brasil.
- 17 de abril: Trabalhadores da fábrica de tecelagem Bangu formam o primeiro time de futebol proletário do país no Rio de Janeiro.
- 31 de outubro: A Lei da Vacina Obrigatória é aprovada pelo Congresso.[20]
- 10 de novembro: A população do Rio de Janeiro se mobiliza em protesto à vacinação obrigatória contra varíola imposta pelo governo federal, iniciando a Revolta da Vacina.
- 16 de novembro: Termina a Revolta da Vacina.
- 14 de novembro: Acontece a revolta dos alunos da Escola Militar, no Rio de Janeiro.
- 15 de novembro: Voto obrigatório é estabelecido por Reforma eleitoral.[21]

## 1905
- 7 de fevereiro: Acontece a primeira greve em São Bernardo do Campo, São Paulo, de 500 operários, na indústria de tecidos Ipiranguinha.
- 2 de março: Incêndio na Faculdade de Medicina da Bahia.
- 14 de março: Termina o Estado de Sítio no país.
- 1 de maio: O 1° de maio é comemorado pela primeira vez no interior de São Paulo.
- 11 de outubro: Surge a primeira revista de quadrinhos do país para crianças, O Tico Tico.
- 27 de novembro: Marinheiros de um navio de guerra alemão, SMS Panther, desembarcam no porto brasileiro de Itajaí, no litoral de Santa Catarina, para capturar um suposto desertor alemão. O caso é conhecido como Caso Panther.[22][23]
- 11 de dezembro: Dom Joaquim Arcoverde de Albuquerque Cavalcanti torna-se o primeiro cardeal do Brasil e da América Latina.

## 1906
- 26 de fevereiro: O Convênio de Taubaté é assinado com os governadores dos Estados de São Paulo, Minas Gerais e Rio de Janeiro.
- 1 de março: É realizada a eleição presidencial direta. Afonso Pena é eleito presidente da República com 288 285 votos.[24]
- 15 de abril: O primeiro congresso dos trabalhadores no país ocorre no Rio de Janeiro. A maioria dos 50 participantes são anarquistas.
- 21 de julho a 26 de agosto: A Conferência Internacional dos Estados Americanos é realizada no Rio de Janeiro.[25]
- 8 de outubro: Ocorre a primeira navegação de um barco a vapor pelo Rio Paraná.
- 23 de outubro: Santos Dumont pilota seu 14-Bis, que percorre 60 metros no ar, em Paris, França e faz o primeiro voo público em aeroplano do mundo.
- 9 de novembro: Ocorre a primeira apresentação pública do hino à bandeira do Brasil.
- 15 de novembro: Afonso Pena torna-se o sexto Presidente da República.

## 1907
- 6 de março: A primeira viagem de automóvel entre São Paulo e o Rio de Janeiro é completado pelo Conde Lasdain após 26 dias.
- 19 de março: A Casa de Detenção de Manaus é inaugurada.
- 4 de maio: Uma greve geral de 43 dias ganha um dia de 8 horas de trabalho em diversos setores de São Paulo.
- 15 de junho a 18 de outubro: A Segunda Conferência de Paz com a presença de 48 países inclusive o representante brasileiro Rui Barbosa de Oliveira, é realizada na Haia, Países Baixos.
- Agosto: Inicia a construção da Estrada de Ferro Madeira-Mamoré na Amazônia.

## 1908
- 5 de janeiro: Inicia a construção do Forte de Copacabana no Rio de Janeiro.
- 7 de abril: A Associação Brasileira de Imprensa é fundada no Rio de Janeiro.
- 18 de junho: Os primeiros 781 imigrantes japoneses chegam ao Brasil com o navio Kasato Maru no Porto de Santos.
- 26 de julho: A primeira corrida de automóveis do país e da América do Sul é realizada em São Paulo entre São Paulo e Itapecerica, num percurso de 80 quilômetros.[26]
- 10 de setembro: Lançado o encouraçado brasileiro Minas Geraes da Marinha do Brasil em Newcastle upon Tyne, Grã-Bretanha.
- 5 de dezembro: É fundada a Cruz Vermelha no país.

## 1909
- 14 de abril: O médico Carlos Chagas descobre a doença de Chagas, uma doença parasitária tropical causada pelo protozoário cinetoplástida flagelado Trypanosoma cruzi, na cidade mineira de Lassance.[27]
- 13 de junho: Rio Branco, capital do Acre, é fundada.
- 14 de junho: O presidente Afonso Pena morre e o seu vice Nilo Peçanha torna-se o sétimo Presidente da República.
- 25 de junho: O Tratado de Arbitramento Geral entra Brasil e Bolívia é assinado.
- 14 de julho: Euclides da Cunha é nomeado professor do Colégio Pedro II após ser aprovado em 2º lugar em concurso. Inaugurado o Teatro Nacional do Rio de Janeiro.
- 8 de setembro: O Tratado do Rio de Janeiro entre o Brasil e o Peru é assinado e estabelece as fronteiras atuais do estado do Acre.
- 19 de setembro: A primeira corrida de automóveis é realizada no circuito de São Gonçalo, Rio de Janeiro, com o vencedor atingindo a marca de 50 km/h.

## 1910
- 7 de janeiro: O aviador e inventor francês Dimitri Sensaud de Lavaud faz o primeiro voo de um avião da América do Sul às 5h50 de manhã, em Osasco, São Paulo.
- 1 de março: É realizada a eleição presidencial direta. Marechal Hermes da Fonseca, ex-Ministro da Guerra, é eleito presidente da República com 403 867 votos, vencendo Rui Barbosa com 222 822 votos.[28]
- 15 de março: Antonino Freire da Silva toma posse como governador do Piauí.[29]
- 28 de março: O maior cristal berilo já encontrado é descoberto por um mineiro em Marambaya, no estado de Minas Gerais, pesando 110,5 kg, medindo 40 a 48 cm de diâmetro e sendo transparente.[30]
- 20 de junho: É criado o Serviço de Proteção aos Índios (SPI) pelo marechal Cândido Rondon.
- 1 de outubro: Hermes da Fonseca visita Lisboa, em Portugal.[16]
- 22 de outubro: O Brasil reconhece a República de Portugal.
- 15 de novembro: Hermes da Fonseca torna-se o oitavo Presidente da República.
- 22 de novembro: Os marinheiros, liderados por João Cândido, controlam a Armada na Baía de Guanabara, no Rio de Janeiro, dando início a Revolta da Chibata.
- 27 de novembro: Os marinheiros entregam a esquadra, terminando a Revolta da Chibata.
- 21 de dezembro: A faixa presidencial brasileira é instituída pelo Decreto n° 2 299, assinado pelo Presidente da República Hermes da Fonseca.[31]
- 23 de dezembro: O Partido Republicano Feminino é fundado.
- 24 de dezembro: João Cândido e 17 outros rebeldes da Revolta da Chibata são presos na Ilha das Cobras.

## 1911
- 18 de junho: A Assembleia de Deus, atualmente a maior denominação protestante do país, é fundada.
- 12 de setembro: O Teatro Municipal de São Paulo é inaugurado com a apresentação da ópera Hamlet de Ambrósio Thomas.
- 24 de dezembro: É realizada a Primeira Exposição Brasileira de Belas Artes.

## 1912
- 10 de janeiro: O bombardeio de Salvador ocorre com as lutas políticas entre as oligarquias provincianas.
- 10 de maio: O Tratado de Arbitramento Geral entre Brasil e Bolívia entra em vigor.
- 15 de julho: Termina a construção da Estrada de Ferro Madeira-Mamoré.
- 22 de outubro: Início da Guerra do Contestado.
- 27 de outubro: É inaugurado o Bondinho do Pão de Açúcar no Rio de Janeiro.

## 1914
- 7 de janeiro: São realizadas as eleições municipais.
- 1 de março: É realizada a eleição presidencial direta. Venceslau Brás é eleito presidente da República com 532 107 votos.[32]
- 2 de agosto: Protesto em São Paulo contra Primeira Guerra Mundial.
- 4 de agosto: Primeira Guerra Mundial: O Brasil declara neutralidade.
- 28 de setembro: Forte de Copacabana é inaugurado.
- 2 de outubro: Porto Velho, capital do estado de Rondônia, é fundada.
- 15 de novembro: Venceslau Brás torna-se o nono Presidente da República.

## 1915
- 8 de janeiro: Os aeroplanos militares são usados pela primeira vez na Guerra do Contestado.
- 15 de maio: A Argentina, o Brasil e o Chile assinam um acordo chamado como o Pacto do ABC para formar uma cooperação exterior a não agressão e arbitragem.
- 8 de setembro: Pinheiro Machado, senador do Rio Grande do Sul, é assassinado por Francisco Manso Paiva, no Rio de Janeiro.

## 1916
- 1 de janeiro: O Código Civil Brasileiro, obra de Clóvis Beviláqua, é promulgado.
- 1 de maio: Primeira Guerra Mundial: É torpedeado o navio brasileiro Rio Branco por um submarino alemão U-27.[33]
- Agosto: Termina a Guerra do Contestado.
- 7 de setembro: A Liga da Defesa Nacional (LDN) é criada pelo poeta Olavo Bilac no Rio de Janeiro.
- 10 de dezembro: Implantado o Serviço Militar Obrigatório em todas as Regiões Militares do país.[34]

## 1917
- 3 de abril: Primeira Guerra Mundial: É torpedeado o navio mercante brasileiro Paraná por um submarino alemão UB-32 na costa ocidental da França, causando a morte de três tripulantes.[35][36]
- 11 de abril: Primeira Guerra Mundial: O Brasil rompe relações diplomáticas com a Alemanha.
- 20 de maio: Primeira Guerra Mundial: É torpedeado o navio brasileiro Tijuca por um submarino alemão UC-36 perto da costa francesa.[37]
- 22 de maio: Primeira Guerra Mundial: É torpedeado o navio mercante brasileiro Lapa por três disparos de um submarino alemão UC-47 no sul da Espanha.[38]
- 12 de julho: Começa a greve geral de trabalhadores na cidade de São Paulo.[27]
- 17 de julho: Termina a greve geral de trabalhadores na cidade de São Paulo.
- 18 de outubro: Primeira Guerra Mundial: É torpedeado o navio mercante brasileiro Macau por um submarino alemão U-93 perto da costa espanhola.[39]
- 26 de outubro: Primeira Guerra Mundial: O Brasil torna-se o único país sul-americano a declarar guerra à Alemanha. O governo brasileiro decreta Estado de Sítio.
- 2 de novembro: Primeira Guerra Mundial: São torpedeados os navios brasileiros Acari e Guaíba por um mesmo submarino alemão U-151 após sair do porto da cidade de Mindelo, nas ilhas do arquipélago de Cabo Verde.[40][41][42]
- 29 de dezembro: O trabalho de menores de 12 anos e o trabalho noturno feminino e infantil são proibidos pela lei estadual de São Paulo após a greve geral.

## 1918
- 30 de janeiro: A Divisão Naval em Operações de Guerra (DNOG) é criada.
- 1 de março: É realizada a eleição presidencial direta. Rodrigues Alves, do PRP, é eleito presidente da República com 386 467 votos.
- 29 de maio: A Guarda Nacional, uma força paramilitar do país, é extinta.
- 3 de agosto: Primeira Guerra Mundial: É torpedeado o navio brasileiro Maceió por um submarino alemão U-43.[43]
- 9 de agosto: A Divisão Naval em Operações de Guerra (DNOG) chega a Freetown, a capital da Serra Leoa.
- 18 de agosto: Primeira Guerra Mundial: A Missão Médica Militar, chefiada pelo Dr. Nabuco Gouveia e orientada pelo General Napoleão Aché, parte com 86 médicos.
- 9 de setembro: O navio Demerara, vindo da Europa, chega ao Brasil. Início de epidemia de gripe espanhola no país.
- 24 de setembro: Primeira Guerra Mundial: Após uma viagem acidentada, a Missão Médica Militar chega ao porto de Marselha, França.
- 25 de setembro: O Brasil declara guerra à Áustria-Hungria.
- 10 de novembro: A Divisão Naval em Operações de Guerra (DNOG) chega a Gibraltar.
- 15 de novembro: O presidente Rodrigues Alves é contagiado pela gripe espanhola. O vice Delfim Moreira torna-se o décimo Presidente da República.

## 1919
- 16 de janeiro: Rodrigues Alves, presidente eleito da República, morre no Rio de Janeiro, vítima de gripe espanhola antes de tomar posse.
- 12 de abril: É realizada a eleição presidencial direta. Epitácio da Silva Pessoa é eleito presidente da República com 286 373 votos.[44]
- 29 de maio: Um eclipse solar que ocorre é fotografado pelas duas expedições britânicas, uma na África e uma outra em Sobral, Ceará.[45]
- 28 de junho: Primeira Guerra Mundial: O Brasil, um dos 27 países, assina o Tratado de Versalhes.[46]
- 28 de julho: Epitácio da Silva Pessoa torna-se o 11° Presidente da República.
- 25 de agosto: A Divisão Naval em Operações de Guerra é dissolvida.

## 1920
- 21 de abril: É inaugurada a Casa de Detenção do Carandiru na cidade de São Paulo.[47]
- 29 de junho: Lampião começa sua carreira no cangaço com o objetivo de vingar a morte do pai.
- 3 de setembro: O banimento da Família Real é revogado pelo decreto 4120.

## 1921
- 8 de janeiro: Os restos mortais de Dom Pedro II e Imperatriz Teresa Cristina de Bourbon-Duas Sicílias chegam ao Rio de Janeiro.
- 11 de fevereiro: Criada a Diocese de Belo Horizonte pelo Papa Bento XV.
- 19 de fevereiro: Fundado o jornal Folha de S. Paulo por Olival Costa e Pedro Cunha.
- 9 de outubro: Começa a Crise das cartas falsas, que resultaria em Epitácio Pessoa desistir de atuar na sua sucessão.
- 14 de novembro: Morre a Princesa Isabel, filha do segundo imperador do Brasil, D. Pedro II, no Castelo d'Eu, na comuna de Eu, França.

## 1922
- 13 a 17 de fevereiro: A Semana da Arte Moderna é realizada no Teatro Municipal de São Paulo, iniciando o movimento do Modernismo no país.
- 1 de março: É realizada a eleição presidencial direta. Artur Bernardes é eleito presidente da República com 466 877 votos.[48]
- 25 de março: É fundado o Partido Comunista Brasileiro (PCB) em Niterói.
- 17 de junho: Os portugueses Gago Coutinho e Sacadura Cabral chegam ao Rio de Janeiro em um hidroavião, realizando a primeira travessia aérea do Atlântico Sul.
- 5 de julho: Inicia a Revolta dos 18 do Forte de Copacabana no Rio de Janeiro.
- 5 de julho: O Clube Militar é fechado. É decretado o estado de sítio após a Revolta dos 18 do Forte de Copacabana.
- 6 de julho: Marechal Hermes da Fonseca é preso, encerrando a Revolta dos 18 do Forte de Copacabana.
- 6 de setembro: Oficializada a letra do Hino Nacional Brasileiro, composta por Osório Duque Estrada.
- 7 de setembro: Acontece a abertura da Exposição Internacional do Centenário da Independência no Rio de Janeiro. A primeira transmissão radiofônica oficial brasileira, por ocasião do Centenário da Independência do Brasil, é realizada.
- 15 de novembro: Artur Bernardes torna-se o 12° Presidente da República.

## 1923
- 10 de janeiro: Intervenção federal no Rio de Janeiro, instalando o interventor Aurelino Leal na chefia do Poder Executivo estadual.
- 20 de abril: A Rádio Sociedade do Rio de Janeiro, a primeira emissora de radiofusão do país, é fundada.
- 13 de agosto: É inaugurado o hotel Copacabana Palace no Rio de Janeiro.
- 31 de outubro: É aprovada a Lei Adolfo Gordo para combater a liberdade de imprensa.
- 14 de dezembro: É assinado o Pacto de Pedras Altas, terminado a Revolução Libertadora, no Rio Grande do Sul.

## 1924
- 5 de julho: Eclode a Revolta Paulista, a segunda revolta do Tenentismo, na cidade de São Paulo que provocou o Bombardeio de São Paulo.
- 12 de julho: Inicia um levante militar em Bela Vista, Mato Grosso.
- 13 de julho: Acontece a revolta armada em Aracaju.
- 20 de julho: São realizadas as eleições municipais.[49]
- 23 de julho: A Comuna de Manaus é um movimento tenentista ocorrido no Amazonas.
- 28 de outubro: Luiz Carlos Prestes lidera os levantes tenentistas no Rio Grande do Sul, que dariam origem à Coluna Prestes.

## 1925
- 26 de janeiro: A General Motors do Brasil, a primeira fábrica de veículos do país, é inaugurada em São Paulo.
- 27 de abril: É inaugurada a sede do Senado da República, o Palácio Monroe.
- 1 de maio: O Dia Internacional dos Trabalhadores é feriado pela primeira vez no país.
- 24 de dezembro: Lei garante o direito de 15 dias de férias a industriários, comerciários e bancários.
- 31 de dezembro: A primeira edição da Corrida de São Silvestre é realizada em São Paulo.

## 1926
- 26 de janeiro: Getúlio Vargas é eleito deputado-federal do Rio Grande do Sul.
- 1 de março: É realizada a eleição presidencial direta. Washington Luís é eleito presidente da República com 688 528 votos.[50]
- 6 de maio: É inaugurado o prédio do Congresso Nacional brasileiro, o Palácio Tiradentes.
- 14 de junho: O Brasil anuncia a retirada da Sociedade das Nações.[51]
- 3 de setembro: É promulgada a reforma da Constituição de 1891.
- 15 de novembro: Washington Luís torna-se o 13° Presidente da República.

## 1927
- 1 de janeiro: O Partido Comunista Brasileiro é legalizado novamente.
- 3 de fevereiro: A Confederação Geral do Trabalho (CGT) é fundada pelo Congresso Operário Sindical no Rio de Janeiro.
- 7 de maio: É fundada a companhia aérea Varig em Porto Alegre, Rio Grande do Sul.
- 14 de julho: Júlio Prestes é empossado governador do Estado de São Paulo.
- 25 de outubro: O Rio Grande do Norte torna-se o primeiro estado brasileiro a legalizar o voto feminino.
- 25 de novembro: A professora Celina Guimarães Viana, da cidade de Mossoró, RN, torna-se a primeira eleitora brasileira.

## 1928
- 25 de janeiro: Getúlio Vargas assume o governo do Rio Grande do Sul.
- 5 de abril: São realizadas as eleições municipais.
- 5 de maio: Inaugurada a Rodovia Presidente Dutra.
- 13 de junho: O Brasil deixa de ser um membro da Sociedade das Nações.[52]
- 12 de agosto: Fundada a primeira escola de samba do país, Deixa Falar, no Rio de Janeiro.

## 1929
- 12 de outubro: Júlio Prestes é indicado como candidato situacionista à presidência da República.
- 29 de outubro: O Brasil é admitido na Organização Pan-Americana da Saúde.
- 26 de dezembro: Manuel Francisco de Sousa Filho, deputado federal pelo estado de Pernambuco, é assassinado por tiros de arma de fogo pelo deputado gaúcho Ildefonso Simões Lopes.

## 1930
- 1 de março: É realizada a eleição presidencial direta. Júlio Prestes, do PRP, é eleito presidente da República com 1 091 709 votos contra Getúlio Vargas, da Aliança Liberal, com 742 794 votos.[53]
- 16 de julho: Papa Pio XI assina o decreto, declarando Nossa Senhora Aparecida a Padroeira do Brasil.
- 26 de julho: João Pessoa, candidato ao vice-presidente da República, é assassinado pelo coronel João Dantas em Recife.
- 3 de outubro: Início da Revolução de 1930.
- 24 de outubro: Washington Luís, presidente da República, é deposto. A Junta Governativa Provisória, formada por Augusto Tasso Fragoso, José Isaías de Noronha e João de Deus Mena Barreto, assume a administração do governo brasileiro até o dia 3 de novembro.
- 3 de novembro: Getúlio Vargas toma posse como 14° Presidente da República, dando fim à República Velha.
- 14 de novembro: O Ministério da Educação é criado por um decreto n° 19 402 com o nome de "Ministério dos Negócios da Educação e Saúde Publica".
- 18 de novembro: É criada a Ordem dos Advogados do Brasil (OAB) por um decreto.
- 26 de novembro: O Ministério do Trabalho e Emprego é criado com o nome de "Ministério do Trabalho, Indústria e Comércio".

## 1931
- 9 de março: É decretada a Lei da Sindicalização pelo governo brasileiro.
- 2 de julho: É criado o Departamento Oficial de Propaganda (DOP).
- 1 de outubro: O horário de verão no país é adotado pela primeira vez.
- 12 de outubro: A Estátua do Cristo Redentor é inaugurada na cidade do Rio de Janeiro.

## 1932
- 24 de fevereiro: É promulgado o Código Eleitoral brasileiro. É criado o Tribunal Superior Eleitoral (TSE). O direito do voto feminino. O voto secreto é introduzido.
- 21 de março: Criada a Carteira de trabalho pelo governo de Getúlio Vargas.
- 4 de maio: A jornada de oito horas nas indústrias é estabelecida pelo decreto.
- 17 de maio: A licença-maternidade de 12 semanas é concedida pelo decreto.
- 20 de maio: É instalado o Tribunal Superior Eleitoral.
- 23 de maio: Quatro estudantes, que são Mário Martins de Almeida, Euclides Bueno Miragaia, Dráusio Marcondes de Sousa e Antônio Américo Camargo de Andrade, são mortos num confronto com a polícia durante a manifestação contra o governo de Getúlio Vargas.
- 9 de julho: Inicia a Revolução Constitucionalista em São Paulo contra o governo de Getúlio Vargas.
- 22 de agosto: O primeiro combate aéreo do país é usado sem baixas na Revolução Constitucionalista.
- 2 de outubro: Termina a Revolução Constitucionalista em São Paulo.
- 7 de outubro: A Ação Integralista Brasileira é fundada pelo escritor, jornalista e político Plínio Salgado.

## 1933
- 10 de fevereiro: É criado o Departamento Nacional do Café.
- 23 de abril: A primeira marcha integralista é realizada em São Paulo.
- 3 de maio: São realizadas as eleições para a Assembleia Nacional Constituinte. A médica Carlota Pereira de Queiroz torna-se a primeira mulher a votar e ser eleita deputada federal.[54]
- 30 de agosto: O navio mercante Tocantins, do Lloyd Brasileiro, é naufragado na Ilha da Queimada Grande.
- 15 de dezembro: A Assembleia Nacional Constituinte é instalada.
- 1 de dezembro: A redução de 50 por cento das dívidas dos agricultores com bancos é decretada pelo presidente Getúlio Vargas.

## 1934
- 16 de julho: A segunda Constituição brasileira é promulgada.
- 17 de julho: É realizada a eleição presidencial indireta. Getúlio Vargas é eleito presidente da República com 173 votos pela Assembleia Constituinte, derrotando Antônio Carlos Ribeiro de Andrada com 59 votos.[55]
- 4 de novembro: É criada a Viação Aérea São Paulo (Vasp).